# Conan IV de Bretagne
Pour les articles homonymes, voir Conan de Bretagne.
Conan IV dit le Petit (né vers 1135 et mort le 20 février 1171), fils d'Alain le Noir, seigneur de Guingamp et comte de Richmond, et de la duchesse Berthe de Bretagne, fille du duc Conan III, est comte de Richmond de 1146 à 1171 et duc de Bretagne de 1156 à 1166 ou 1167.

## Biographie

### Jeunesse
Conan, né vers 1135, est mineur lorsque son père meurt en 1146, ses droits à l'« Honneur de Richmond » sont reconnus pour la première fois  « dans l'année où la paix a été conclue entre Étienne roi d'Angleterre et Henri, comte de Normandie [c'est-à-dire, novembre 1153 – octobre 1154] quand par la grâce des dits roi et comte l'héritage de mes parents m'est restauré », comme le reconnaît sa première charte connue. Ce document est un rare souvenir d'instance de l'exécution de l'accord à l'amiable conclu à Winchester entre le roi Étienne d'Angleterre et Henri. Le fait que dans cet acte Conan soit nommé « comte de Richmond », indique que sa situation en Bretagne était incertaine.

### Duc de Bretagne
En 1148, son grand-père Conan III avait désigné Conan comme son héritier sous la régence d'Eudon de Porhoët, second mari de Berthe, déshéritant pour cause d'illégitimité supposée, son fils Hoël qui refuse la sentence. Hoël III se proclame son successeur, mais défait par Eudon, il doit se contenter du comté de Nantes. À l'âge de la majorité, Conan IV se révolte contre son beau-père qui refuse de lui laisser les rênes du duché. Il s'allie à Hoël mais ils sont  battus par Eudon en 1154. Conan se réfugie en Angleterre auprès d'Henri II Plantagenêt qui lui confirme la possession du titre et de l'Honneur de Richmond, hérité de son père.
Conan reçoit une aide militaire anglaise qui lui permet de revenir en Bretagne et de rallier plusieurs féodaux, mais sa position de vassal du roi d'Angleterre provoque une révolte des seigneurs bretons sous la conduite d'Eudon de Porhoët. Ce dernier, battu, se réfugie hors de Bretagne. Conan IV est proclamé duc en 1156, mais cette même année, les Nantais chassent son oncle Hoël et choisissent pour comte le frère cadet d'Henri II, Geoffroy Plantagenêt, déjà comte du Maine et d'Anjou depuis 1156.

### Le comté de Nantes
Quand Geoffroy d'Anjou, comte de Nantes, meurt en juillet 1158, Conan IV se saisit immédiatement du comté. C'est la seule fois où il s'oppose frontalement à Henri II, qui réplique en confisquant temporairement l'« Honneur de Richemond » et en débarquant en France, où Conan se hâte d'aller se soumettre à Avranches le jour de la Saint-Michel en septembre 1158 et de lui rendre le comté de Nantes. Il ne fera plus preuve que de peu d'opposition par la suite. Il est certain que son mariage avec Marguerite de Huntingdon, sœur du roi des Scots Malcolm IV, en 1160, a été approuvé sinon arrangé par Henri II lui-même. Conan IV réside alors beaucoup en Angleterre entre 1156 et 1164.
Conan IV de Bretagne, duc de Bretagne, va en compagnie de Geoffroi évêque de Saint-Brieuc ; d'Henri II, roi d'Angleterre; et de Guillaume Ier, abbé de Saint-Aubin des Bois; Guillaume, abbé de Saint-Serge, Hugues, abbé de Saint-Nicolas d'Angers, Guillaume, abbé de Saint-Maur ; Guillaume, abbé de Toussaint d'Angers, assister à la translation  du corps de saint Brieuc dans l'abbaye Saint-Serge-lès-Angers.

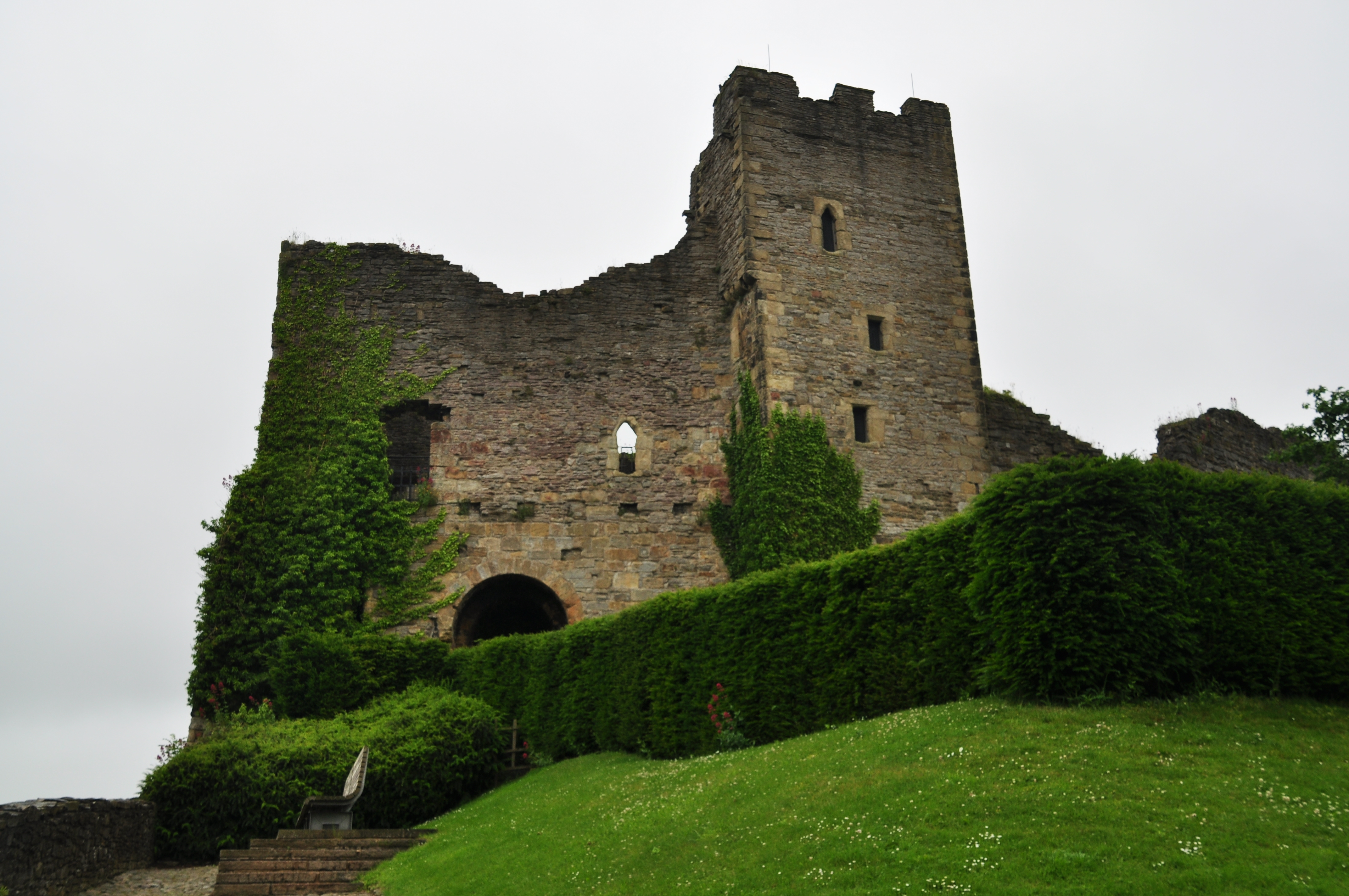
Le donjon de Richmond (Angleterre), Yorkshire du Nord), construit par le duc de Bretagne Conan IV.

### Révoltes
Eudon de Porhoët mène une nouvelle révolte qui remporte des succès, mais offre ainsi à Henri II le prétexte pour intervenir en Bretagne avec une armée qui prend Josselin en 1168. Henri II dépouille Eudon de Porhoët du Porhoët, puis, après une dernière révolte en 1173, du comté de Penthièvre.
Henri II ne tolère plus de désordre dans le duché, en particulier les nuisances apportées au commerce maritime entre ses différentes possessions (au Nord et au Sud de la Bretagne) par les naufrageurs abusant du droit de bris.
Dans l'intervalle un conflit avec son oncle, Henri, comte de Trégor, permet à Conan IV de confisquer à ce dernier le comté de Guingamp, qui à la fin de la décennie 1160 devient le centre principal de son pouvoir : beaucoup de ses chartes subsistantes ont été scellées dans cette cité plus que partout ailleurs. Mais les révoltes des féodaux bretons se poursuivent ; elles impliquent Jean II de Dol-Combourg, Raoul II de Fougères qui voit son château rasé, et Guyomarch IV de Léon, ainsi que les intriques persistantes de son ex beau-père, Eudon de Porhoët ; ces événements affaiblissent encore son pouvoir et altèrent probablement sa santé.

### Abdication et mort
Le 31 juillet 1166, Conan IV se trouve avec Henri II à Angers lors de la « translation » du corps de Saint Brieuc de l'abbaye Saint Serge & Bacchus. C'est à cette occasion que finalement Conan accepte officiellement de fiancer sa fille et héritière Constance âgée de 5 ans, au quatrième fils d'Henri II, Geoffroy, âgé de 8 ans, et à lui laisser l'administration de la Bretagne afin d'obtenir plus d'aide contre ses ennemis. Il ne conserve sous son contrôle personnel que Guingamp et quelques domaines dans le diocèse de Quimper, ainsi que l'Honneur de Richmond.
Avec son épouse Conan continue la tradition familiale d'être un bienfaiteur d'abbayes, spécialement bretonnes, comme Saint Melaine de Rennes, Saint Georges de Rennes, Bégard, Saint Sulpice-des-Bois, et Sainte Croix de Quimperlé. Le prieuré de Sainte Croix de Guingamp reçoit également des donations de Conan et de Marguerite, pendant qu'il fonde pour les cisterciens l'Abbaye Saint-Maurice de Carnoët en 1170 et reste en étroites relations avec les moines de l'Abbaye du Mont-Saint-Michel et de Savigny.
Il rencontre à l'occasion Henri II avec qui il est à Angers de nouveau le 24 mars 1168 et probablement à Avranches en 1170, mais le pouvoir réel en Bretagne est exercé par Henri II plusieurs années avant la mort de Conan le 20 février 1171, quand sa fille Constance devient duchesse titulaire.
Sa veuve se remarie avec Humphrey (III) de Bohun, connétable d'Angleterre, et à sa mort en 1201 elle est inhumée à l'Abbaye de Sawtry, dans le Huntingdonshire. Conan avait quant à lui été inhumé dans l'Abbaye de Bégard.

### Union et descendance
De son union avec Marguerite de Huntingdon naissent :
- Constance (v. 1161-1201), duchesse de Bretagne ;
- Au moins deux enfants morts en bas âge[17],[note 2] ;
- Peut-être un fils, Guillaume (encore en vie vers 1200)[18],[1],[note 3] ;
- Peut-être une fille, Marguerite, qui épousa Pedro Manrique de Lara[note 1],[1],[2].

## Représentation en littérature
Conan est généralement décrit comme un duc faible, incapable de protéger le duché contre le puissant roi angevin dans l'historiographie bretonne, mais l'historien Eric Borgnis-Desbordes a récemment nuancé cette opinion.
Conan IV est mentionné dans la tragédie Jean sans Terre ou la mort d’Arthur (1791) de Jean-François Ducis, les romans Time and Chance (2002), Prince of Darkness (2005) et Devil’s Brood (2008) de Sharon Kay Penman (en), et le deuxième volume de la trilogie Le Château des Poulfenc (2009) de Brigitte Coppin.

## Ascendance